# Waasland

Het Waasland in 1788.

Het Waasland – ook het Land van Waas genoemd – is een Vlaamse regio en geografische streek in het noordoosten van de huidige Belgische provincie Oost-Vlaanderen. Ook de wijk Linkeroever (Antwerpen) behoort tot het Waasland maar is sinds 1923 een deel van de provincie Antwerpen, maar maakt nog deel uit van het Bisdom Gent. Sinds 2023 is het Waasland een van de vijftien erkende Vlaamse regio's door de Vlaamse Overheid.

## Etymologie
'Waas' gaat etymologisch misschien terug op het Germaanse 'wasu', dat 'drassige grond' betekent, of op een oud Teutoons woord met de betekenis van 'slijk'. Een andere mogelijkheid is het Middelnederlandse woord 'wastin(n)e', wat 'woeste grond, woestenij' betekent (vgl. Engelse 'wasteland').
De naam 'Wasia' wordt voor het eerste vermeld in 868. De streek is allicht genoemd naar de schorren of aangeslibde kleibanken die vroeger veelvuldig voorkwamen langs de Schelde en de Durme. Het woord 'waze' werd overigens tot in de 16de eeuw gebruikt om zulke schorren aan te duiden. Het neologisme "Waasland" raakte pas in de 20e eeuw ingeburgerd.

## Territorium
De begrenzing van het Land van Waas is historisch vastgelegd en sindsdien is het territorium nauwelijks gewijzigd. Linkeroever, waar voor de moderne urbanisatie onder andere de woonkern Vlaams Hoofd en de Borgerweert (samen de Sint-Annaparochie) lag, maakt historisch deel uit van het Waasland. De Borgerweert en een deel van Melselepolder werden in 1923 bij de stad Antwerpen gevoegd, en derhalve bij de gelijknamige provincie. Ook Burcht en Zwijndrecht werden door de provincie Antwerpen geannexeerd. Een en ander ging gepaard met grenscorrecties van de gemeenten Antwerpen, Zwijndrecht, Burcht, Melsele en Kallo.
Het Waasland wordt in het noorden begrensd door de Nederlandse staatsgrens, in het oosten door de Schelde en in het zuiden door de Schelde en de Durme. Sint-Niklaas wordt door vele Waaslanders gezien als de Wase hoofdstad.
In 2024 werd door het Vlaams Parlement de fusie van de Wase gemeenten Kruibeke, Beveren en Zwijndrecht goedgekeurd.

## Geschiedenis

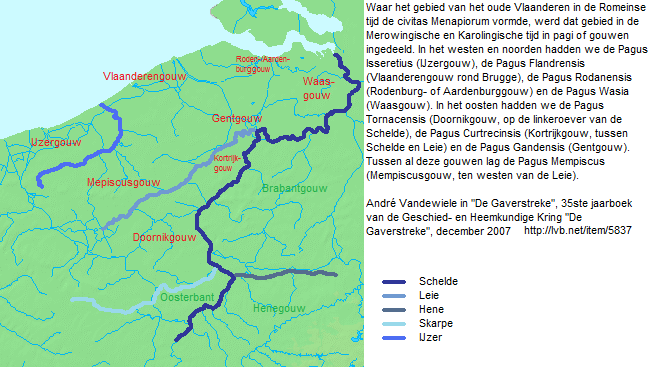
De Vlaamse gouwen, waaronder de Waasgouw

### Vroege geschiedenis
Historisch gezien was er sprake van een Waasgouw (pagus Wasia), in het noordoosten van het graafschap Vlaanderen. Het was oorspronkelijk een overwegend agrarisch, dunbevolkt gebied waar geen steden tot ontwikkeling kwamen. Een groot bosgebied strekte zich uit van west naar oost, het zogenaamde Koningsforeest.
De oudste bewoningskernen bevonden zich op de Cuesta van het Waasland en de zandleemgronden in het zuiden aan de Schelde. Hier zijn sporen uit de Gallo-Romeinse periode teruggevonden. Waasmunster is de oudste parochie van het Waasland, en het Land van Beveren met bijbehorende kastelen was lang het voornaamste politieke centrum. 

### Keure van het Land van Waas en bestuur
Het Waasland werd een afzonderlijk rechtsgebied door de Keure van het Land van Waas, die in 1241 door gravin Johanna van Constantinopel werd verleend. In de 14de eeuw verschoof het machtscentrum naar Sint-Niklaas. Er werd besloten het Hoofdcollege te huisvesten in het Landhuis van Waas, hiertoe werd in de 1558 een groot huis gebouwd aan de Grote Markt, dat thans nog steeds bekend staat als Landhuis. De schepenbank van deze Keure vergaderde meestal in Sint-Niklaas, en zetelde daar haar Feodaal Hof van Waas om recht te spreken. Deze Keure bleef van kracht tot het einde van de achttiende eeuw.

### Franse tijd tot heden
Tijdens de Franse tijd was het Waasland onderdeel van het Scheldedepartement (Département de l'Escaut), dat bij de oprichting van het Koninkrijk der Nederlanden hernoemd werd tot de provincie Oost-Vlaanderen.
In de 19e eeuw groeide de nijverheid, waardoor Temse, Sint-Niklaas en Lokeren grote aantallen arbeiders aantrokken. Desondanks waren er ook veel uitwijkelingen die seizoensarbeid in Holland verrichtten. In de 19e eeuw bloeide de textielnijverheid (Vlas, hoeden (Lokeren) en kant (Beveren)), de blokmakerij en de steenbakkerij (Stekene, Sint-Niklaas, Steendorp en Rupelmonde) uit tot de voornaamste industrie in het Waasland. 
Door de loop van Schelde aan de oost- en zuidkant van het Waasland was de streek nogal geïsoleerd. Hieraan kwam een einde door verschillende ontwikkelingen. De opening van de Temsebrug in 1870 (voor treinverkeer, voetgangers en karren) en 1955 (voor autoverkeer) bracht een vaste verbinding naar Klein-Brabant. Voor een vaste verbinding naar Antwerpen was het wachten tot de opening van de Waaslandtunnel (autoverkeer) en de Sint-Annatunnel (voetgangers) in 1933. Daarnaast opende in 1969 de Kennedytunnel voor autoverkeer en in 1970 voor treinverkeer. Ook werden er in de 20e eeuw twee grote snelwegen aangelegd wier traject doorheen het Waasland loopt, de E17 en de expresweg.
Tijdens de Wereldoorlogen bleef het Waasland relatief goed gespaard van verwoestingen, hoewel het strategisch belangrijk was omwille van de ligging van de Antwerpse haven. Na de Tweede Wereldoorlog werd in Lokeren een groot interneringskamp voor incivieken ingericht.

## Geologie

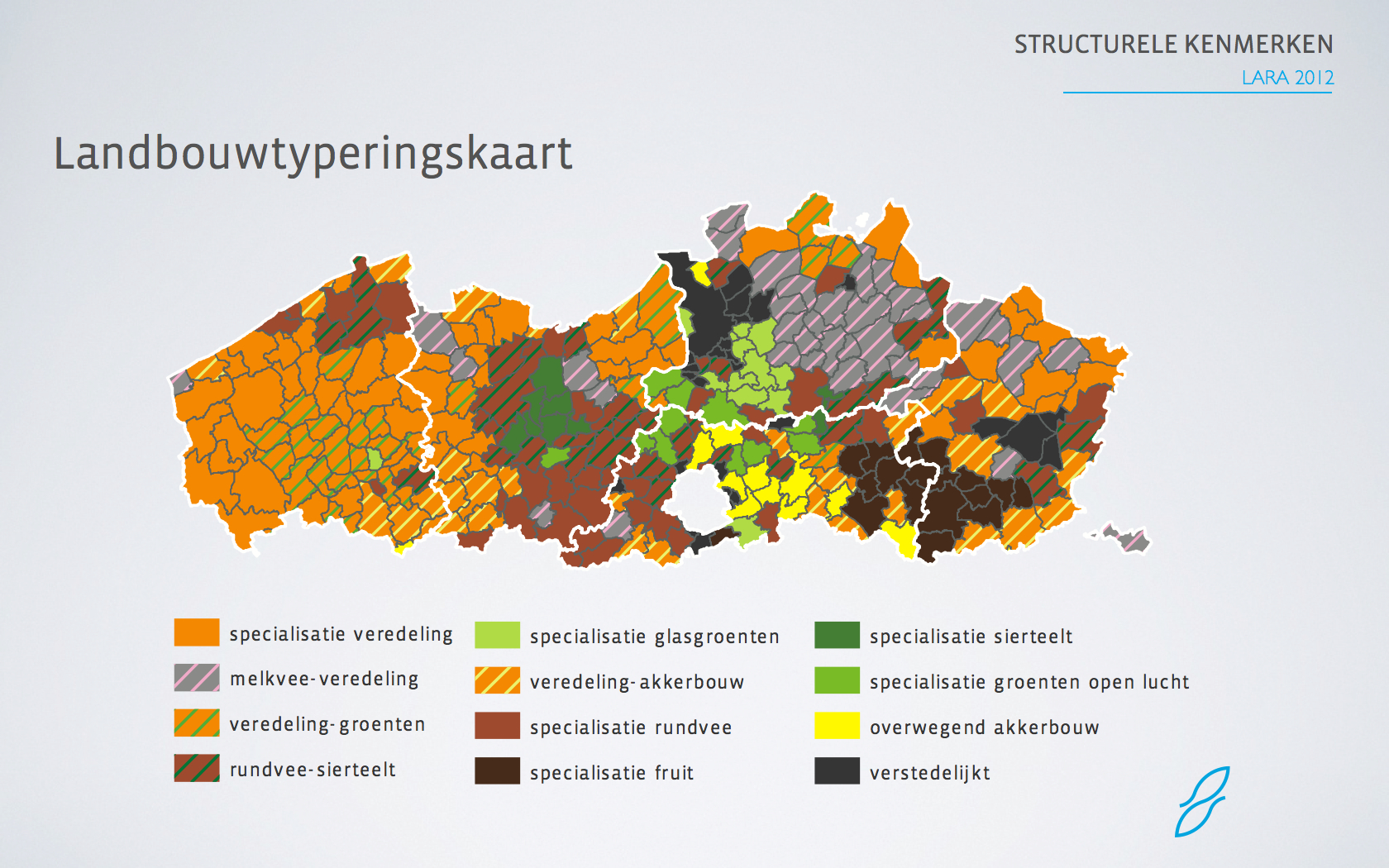
De Wase landbouw onderscheidt zich door de planten- en dierenveredeling (bron: Vlaams Landbouwrapport 2012)

De zandgronden in het centrum van het Waasland zijn weinig vruchtbaar, in tegenstelling tot de zandleemgronden in het zuiden. Het noordoosten was aanvankelijk veengebied, dat in de late middeleeuwen intensief afgegraven werd. Bij overstromingen in de zestiende eeuw raakte het volledig onder water. Later is het weer ingepolderd. De streek staat bekend voor zijn typische panorama's van bolle velden (door eeuwenlang rondploegen voor beter drainage) begrensd door knotwilgen. 
Het Waasland is van enig belang geweest bij de start van de agrarische revolutie: met name Charles Townshend, een van de eerste 'wetenschappelijke' agronomen was een voorstander van landbouwtechnieken die hij hier ontdekt had, met name het afschaffen van braak in het traditionele drieslagstelsel met toevoeging van klaver en knolgewassen zodat meer vee gehouden kon worden - de productie daarvan kon afgezet worden in Gent en Antwerpen. Ook andere Britten kwamen daardoor in navolging van hem op studiereis naar de Wase landbouw.
Daarnaast is het Waasland bekend voor zijn rijke kleigronden, waarvan de Wase steenbakkerij zeer gekend was.

## Cultuur & identiteit
In 2011 werd een onderzoek gedaan naar de Wase identiteit. Het winnende onderzoek werd online gepubliceerd. Kanunnik Amaat Joos onderzocht in 1900 met zijn idioticon de Wase dialecten.

### Heraldiek
Sinds de zestiende eeuw gebruikte de Keure van het Land van Waas de raap als symbool. De Wase landbouw stond destijds immers bekend om de rapenteelt binnen het vierslagstelsel, die bijdroeg aan een meer vruchtbare bodem en die 's winters kon dienen als voedsel voor het vee. Tien Wase (deel)gemeenten namen bijgevolg de raap op in hun wapenschild. Het wapenschild van het Land van Waas ("in keel een raap van natuurkleur") staat onder meer afgebeeld op de gevel van de Cipierage in Sint-Niklaas, die sinds 1662 dienstdeed als gevangenis voor de hele Keure. Ook Waasse Club en Wase Club, studentenverenigingen voor Wase studenten in Leuven en Gent respectievelijk, gebruiken de raap en daaruit afgeleide kleuren in hun wapenschild. 

Het wapenschild van het Waasland
Het wapenschild van Sint-Niklaas, met Nicolaas van Myra
Het wapenschild van Lokeren, met de rooster van Laurentius van Rome
Het wapenschild van Sint-Gillis-Waas, met Sint-Gillis
Het wapenschild van Waasmunster
Het wapenschild van Moerbeke
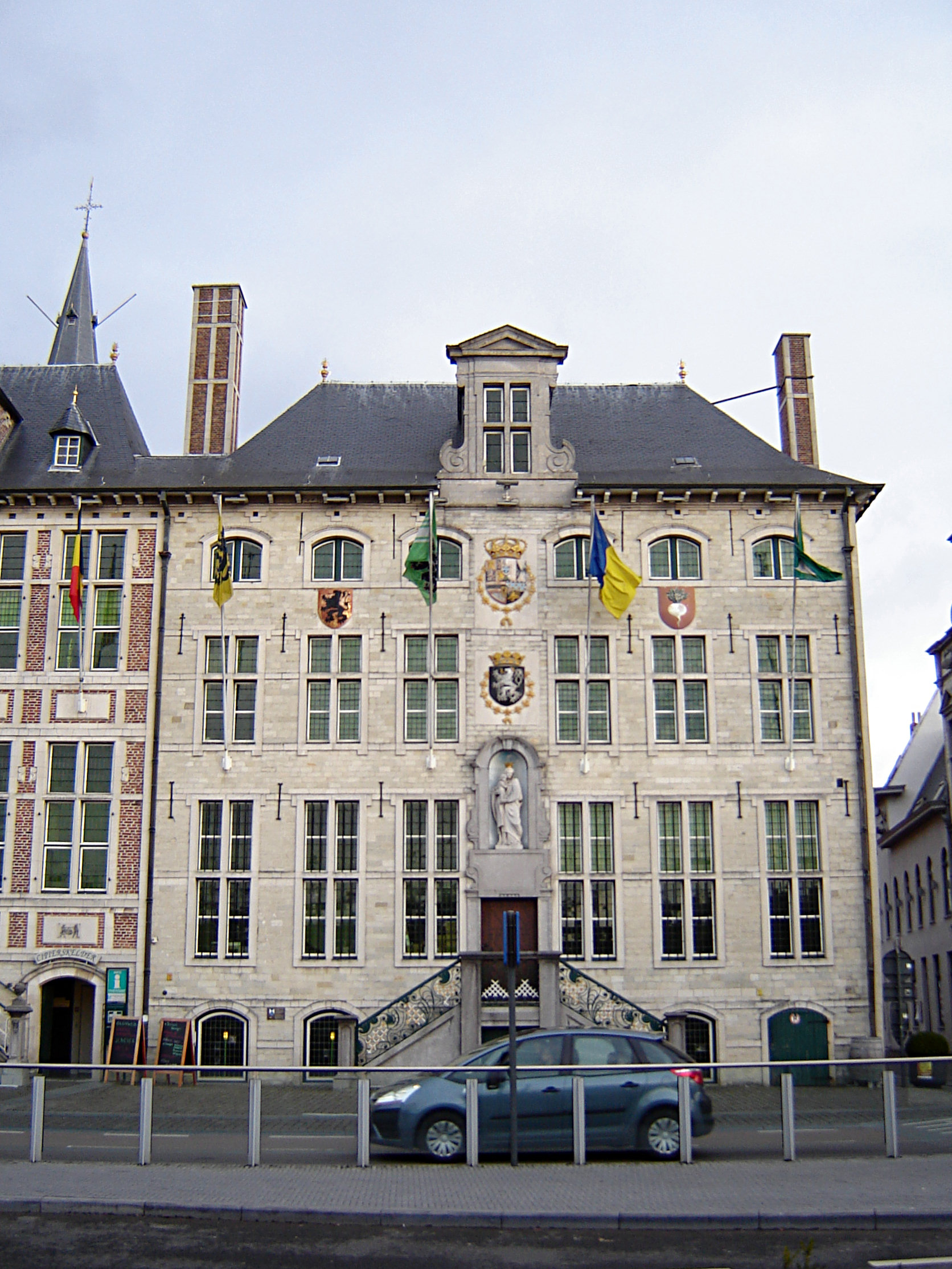
De Cipierage in Sint-Niklaas met rechtsboven het wapen van het Waasland
de familie de Maere voert in haar wapenschild de Wase Raap.
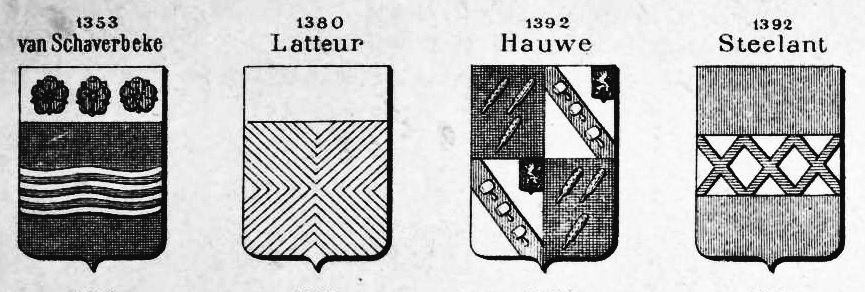
Wapenschilden uit het Wase patriciaat; van Schaverbeke; de Latteur; vanden Hauwe en van Steelant.

### Banistiek
Ook op vlaggen van gemeenten uit het Land van Waas wordt de raap, die het symbool is van het Waasland, teruggevonden.

Vlag van Sint-Niklaas
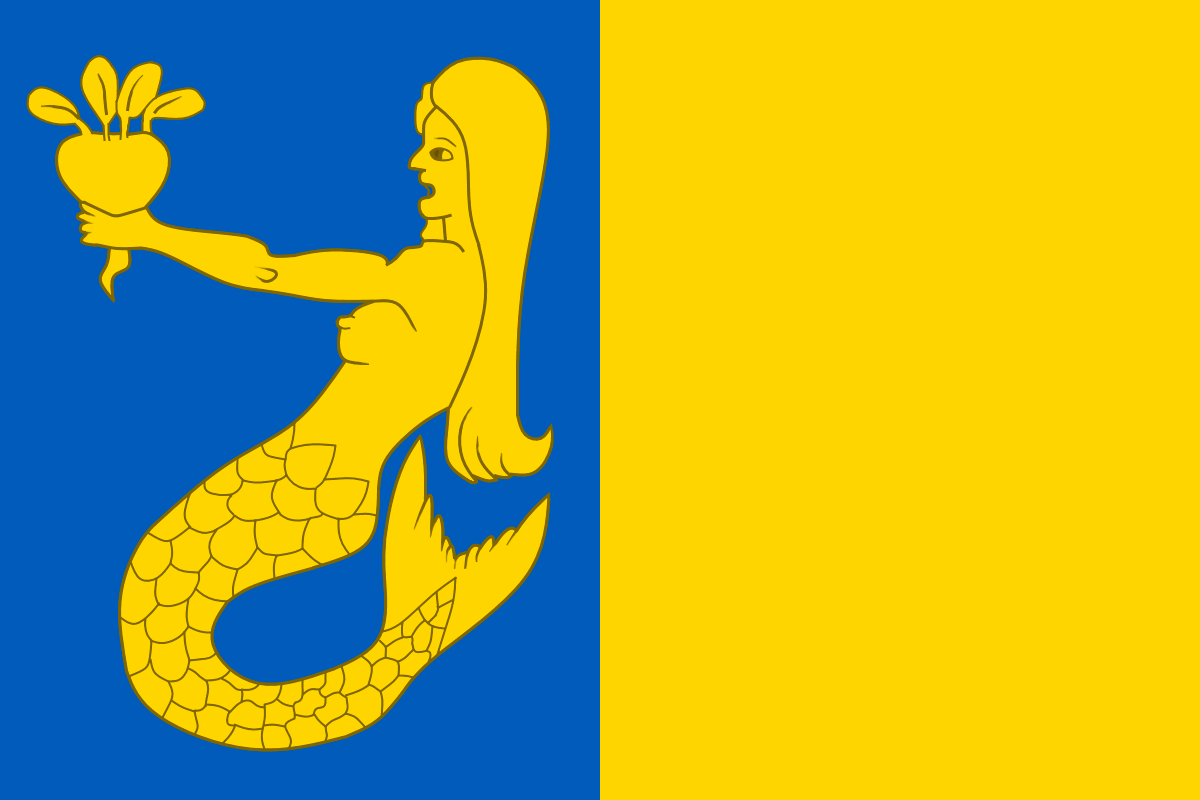
Vlag van Waasmunster
Vlag van Sint-Gillis-Waas
Vlag van Lokeren
Vlag van Moerbeke

### Andere
Verschillende organisaties en verenigingen promoten het Wase culturele leven, in verschillende disciplines. 
- Lawijtstrijd : Concours voor Wase muzikanten
- Koninklijke Oudheidkundige Kring van het Land van Waas : Wase geschiedenis
- Koninklijke Wase Kunstkring : Wase beeldende kunstenaars
- Biblio WAAS: regionale bibliotheeknetwerk.[6]

## Gemeenten in het Waasland

### Gemeenten vanaf 2025
| Postcode | Gemeente                     | Stad/Gemeente | Provincie       | Oppervlakte (km²) | Aantal Inwoners (01/01/2024) | Administratief arrondissement | Gerechtelijk arrondissement | Deelgemeenten |
| -------- | ---------------------------- | ------------- | --------------- | ----------------- | ---------------------------- | ----------------------------- | --------------------------- | --- |
| 9100     | Sint-Niklaas                 | stad          | Oost-Vlaanderen | 84,19             | 81.863                       | Sint-Niklaas                  | Dendermonde                 | Sint-Niklaas, Belsele, Nieuwkerken-Waas, Sinaai                                                                            |
| 9120     | Beveren-Kruibeke-Zwijndrecht | gemeente      | Oost-Vlaanderen | 206,45            | 87.490                       | Sint-Niklaas                  | Dendermonde                 | Beveren, Haasdonk, Melsele, Vrasene, Kallo, Doel, Kieldrecht, Verrebroek, Kruibeke, Bazel, Rupelmonde, Zwijndrecht, Burcht |
| 9160     | Lokeren                      | stad          | Oost-Vlaanderen | 106,17            | 50.312                       | Sint-Niklaas                  | Dendermonde                 | Lokeren, Daknam, Eksaarde, Moerbeke                                                                                        |
| 9140     | Temse                        | gemeente      | Oost-Vlaanderen | 40,1              | 31.271                       | Sint-Niklaas                  | Dendermonde                 | Temse, Elversele, Steendorp, Tielrode                                                                                      |
| 9170     | Sint-Gillis-Waas             | gemeente      | Oost-Vlaanderen | 55,49             | 20.144                       | Sint-Niklaas                  | Dendermonde                 | Sint-Gillis-Waas, De Klinge, Meerdonk, Sint-Pauwels                                                                        |
| 9190     | Stekene                      | gemeente      | Oost-Vlaanderen | 45,27             | 19.589                       | Sint-Niklaas                  | Dendermonde                 | Stekene, Kemzeke |
| 9250     | Waasmunster                  | gemeente      | Oost-Vlaanderen | 32,24             | 11.296                       | Dendermonde                   | Dendermonde                 | Waasmunster |

### Gemeenten van 1977 tot 2024
| Postcode | Gemeente         | Stad/Gemeente | Provincie       | Oppervlakte (km²) | Aantal Inwoners (01/01/2024) | Administratief arrondissement | Gerechtelijk arrondissement | Deelgemeenten                                                            |
| -------- | ---------------- | ------------- | --------------- | ----------------- | ---------------------------- | ----------------------------- | --------------------------- | ------------------------------------------------------------------------ |
| 9100     | Sint-Niklaas     | stad          | Oost-Vlaanderen | 84,19             | 81.863                       | Sint-Niklaas                  | Dendermonde                 | Sint-Niklaas, Belsele, Nieuwkerken-Waas, Sinaai                          |
| 9120     | Beveren          | gemeente      | Oost-Vlaanderen | 152,69            | 50.838                       | Sint-Niklaas                  | Dendermonde                 | Beveren, Haasdonk, Melsele, Vrasene, Kallo, Doel, Kieldrecht, Verrebroek |
| 9160     | Lokeren          | stad          | Oost-Vlaanderen | 68,25             | 43.554                       | Sint-Niklaas                  | Dendermonde                 | Lokeren, Daknam, Eksaarde                                                |
| 9140     | Temse            | gemeente      | Oost-Vlaanderen | 40,1              | 31.271                       | Sint-Niklaas                  | Dendermonde                 | Temse, Elversele, Steendorp, Tielrode                                    |
| 9170     | Sint-Gillis-Waas | gemeente      | Oost-Vlaanderen | 55,49             | 20.144                       | Sint-Niklaas                  | Dendermonde                 | Sint-Gillis-Waas, De Klinge, Meerdonk, Sint-Pauwels                      |
| 9190     | Stekene          | gemeente      | Oost-Vlaanderen | 45,27             | 19.589                       | Sint-Niklaas                  | Dendermonde                 | Stekene, Kemzeke                                                         |
| 2070     | Zwijndrecht      | gemeente      | Antwerpen       | 20,24             | 19.580                       | Antwerpen                     | Antwerpen                   | Zwijndrecht, Burcht                                                      |
| 9150     | Kruibeke         | gemeente      | Oost-Vlaanderen | 33,53             | 17.072                       | Sint-Niklaas                  | Dendermonde                 | Kruibeke, Bazel, Rupelmonde                                              |
| 9250     | Waasmunster      | gemeente      | Oost-Vlaanderen | 32,24             | 11.296                       | Dendermonde                   | Dendermonde                 | Waasmunster                                                              |
| 9180     | Moerbeke         | gemeente      | Oost-Vlaanderen | 37,93             | 6.758                        | Gent                          | Gent                        | Moerbeke                                                                 |

### Gemeenten tot 1976
| Gemeente (tot 1976) | Post- code | Fusiegemeente    | Provincie       | Administratief arrondissement | Gerechtelijk arrondissement |
| ------------------- | ---------- | ---------------- | --------------- | ----------------------------- | --------------------------- |
| Bazel               | 9150       | Kruibeke         | Oost-Vlaanderen | Sint-Niklaas                  | Dendermonde                 |
| Belsele             | 9111       | Sint-Niklaas     | Oost-Vlaanderen | Sint-Niklaas                  | Dendermonde                 |
| Beveren             | 9120       | Beveren          | Oost-Vlaanderen | Sint-Niklaas                  | Dendermonde                 |
| Burcht              | 2070       | Zwijndrecht      | Antwerpen       | Antwerpen                     | Antwerpen                   |
| Daknam              | 9160       | Lokeren          | Oost-Vlaanderen | Sint-Niklaas                  | Dendermonde                 |
| De Klinge           | 9170       | Sint-Gillis-Waas | Oost-Vlaanderen | Sint-Niklaas                  | Dendermonde                 |
| Doel                | 9130       | Beveren          | Oost-Vlaanderen | Sint-Niklaas                  | Dendermonde                 |
| Eksaarde            | 9160       | Lokeren          | Oost-Vlaanderen | Sint-Niklaas                  | Dendermonde                 |
| Elversele           | 9140       | Temse            | Oost-Vlaanderen | Sint-Niklaas                  | Dendermonde                 |
| Haasdonk            | 9120       | Beveren          | Oost-Vlaanderen | Sint-Niklaas                  | Dendermonde                 |
| Kallo               | 9120       | Beveren          | Oost-Vlaanderen | Sint-Niklaas                  | Dendermonde                 |
| Kemzeke             | 9190       | Stekene          | Oost-Vlaanderen | Sint-Niklaas                  | Dendermonde                 |
| Kieldrecht          | 9130       | Beveren          | Oost-Vlaanderen | Sint-Niklaas                  | Dendermonde                 |
| Klein-Sinaai        | 9190       | Stekene          | Oost-Vlaanderen | Sint-Niklaas                  | Dendermonde                 |
| Kruibeke            | 9150       | Kruibeke         | Oost-Vlaanderen | Sint-Niklaas                  | Dendermonde                 |
| Lokeren             | 9160       | Lokeren          | Oost-Vlaanderen | Sint-Niklaas                  | Dendermonde                 |
| Meerdonk            | 9170       | Sint-Gillis-Waas | Oost-Vlaanderen | Sint-Niklaas                  | Dendermonde                 |
| Melsele             | 9120       | Beveren          | Oost-Vlaanderen | Sint-Niklaas                  | Dendermonde                 |
| Moerbeke            | 9180       | Moerbeke         | Oost-Vlaanderen | Gent                          | Gent                        |
| Nieuwkerken-Waas    | 9100       | Sint-Niklaas     | Oost-Vlaanderen | Sint-Niklaas                  | Dendermonde                 |
| Rupelmonde          | 9150       | Kruibeke         | Oost-Vlaanderen | Sint-Niklaas                  | Dendermonde                 |
| Sinaai              | 9112       | Sint-Niklaas     | Oost-Vlaanderen | Sint-Niklaas                  | Dendermonde                 |
| Sint-Gillis-Waas    | 9170       | Sint-Gillis-Waas | Oost-Vlaanderen | Sint-Niklaas                  | Dendermonde                 |
| Sint-Niklaas        | 9100       | Sint-Niklaas     | Oost-Vlaanderen | Sint-Niklaas                  | Dendermonde                 |
| Sint-Pauwels        | 9170       | Sint-Gillis-Waas | Oost-Vlaanderen | Sint-Niklaas                  | Dendermonde                 |
| Steendorp           | 9140       | Temse            | Oost-Vlaanderen | Sint-Niklaas                  | Dendermonde                 |
| Stekene             | 9190       | Stekene          | Oost-Vlaanderen | Sint-Niklaas                  | Dendermonde                 |
| Temse               | 9140       | Temse            | Oost-Vlaanderen | Sint-Niklaas                  | Dendermonde                 |
| Tielrode            | 9140       | Temse            | Oost-Vlaanderen | Sint-Niklaas                  | Dendermonde                 |
| Verrebroek          | 9130       | Beveren          | Oost-Vlaanderen | Sint-Niklaas                  | Dendermonde                 |
| Vrasene             | 9120       | Beveren          | Oost-Vlaanderen | Sint-Niklaas                  | Dendermonde                 |
| Waasmunster         | 9250       | Waasmunster      | Oost-Vlaanderen | Dendermonde                   | Dendermonde                 |
| Zwijndrecht         | 2070       | Zwijndrecht      | Antwerpen       | Antwerpen                     | Antwerpen                   |

### Regio Waasland
Acht Wase gemeenten - Beveren, Kruibeke, Lokeren, Sint-Gillis-Waas, Sint-Niklaas, Stekene, Temse en Waasmunster - werken sinds 1968 samen in het intergemeentelijk samenwerkingsverband Interwaas (tot 2009 bekend als I.C.W.). In 2014 is ook de gemeente Moerbeke tot Interwaas toegetreden, en in 2016 ook de gemeente Zwijndrecht. Deze intercommunale houdt zich bezig met talrijke domeinen, van projectontwikkeling, over het beheer van de Waaslandhaven (via een nieuw akkoord, gepland voor 2015), tot bibliotheken (als BiblioWaas) en erfgoed (als Erfgoedcel Waasland). Ook bestaat er de Opdrachthoudende Vereniging voor Huisvuilverwerking Midden-Waasland (MIWA), een afvalintercommunale.
Na de hervorming van de Belgische brandweer, vormen sinds 2015, de zeven gemeenten Beveren, Kruibeke, Sint-Gillis-Waas, Sint-Niklaas, Stekene, Temse en Waasmunster samen de 'hulpverleningszone Waasland'. Op 1 januari 2015 fuseerden de politiezones Beveren en Sint-Gillis-Waas/Stekene tot politiezone Waasland-Noord. Op 1 januari 2025 fuseerde de politiezone Waasland-Noord, de politiezone Kruibeke/Temse en de politiezone Zwijndrecht vervolgens tot de politiezone Scheldewaas.

## Vernoemingen
Naast het achtervoegsel "-Waas" in de verschillende dorpen en gemeenten, zijn er naar het Waasland verscheidene zaken vernoemd:
- Atletiekclub Waasland
- Cuesta van het Waasland
- FC Gerda Waasland
- Pays de Waes
- PNV Waasland
- Interwaas
- Koninklijke Wase Kunstkring
- KVK Waaslandia Burcht
- KVRS Waasland - SK Beveren
- Land van Waaslaan
- Omloop van het Waasland
- Radio Land van Waas
- Station Antwerpen-Waas
- Station Gent-Waas
- Waase Wolf
- Waaslandcross
- Waaslander
- Waaslandhaven
- Waaslandkanaal
- Waasland Shopping Center
- Waaslandtunnel
- Waaslandwolf
- Waasland Wolves
- Waazoo
- Wase Wind

## Galerij

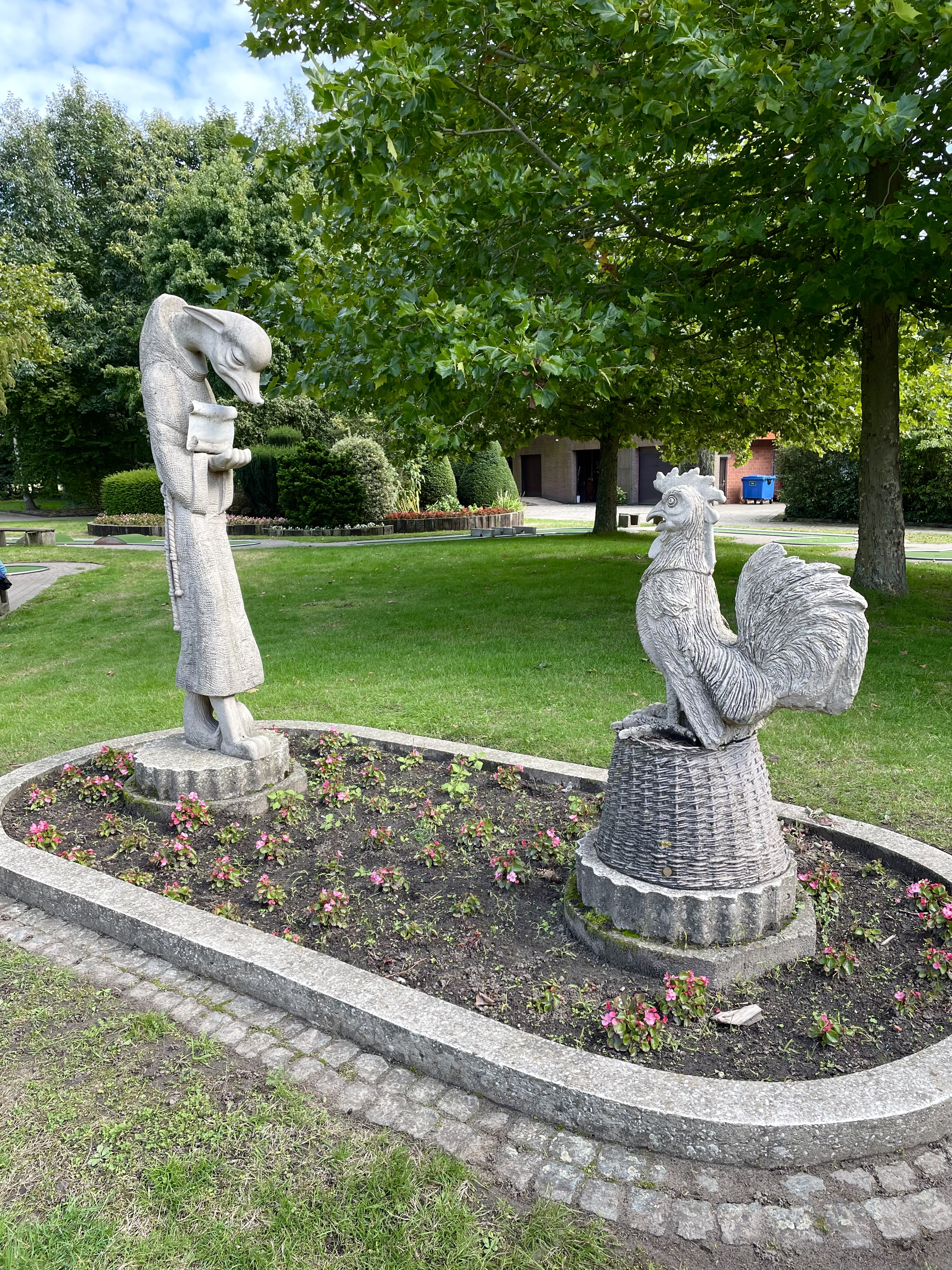
Beeldengroep van Reynaert de Vos, door Albert De Smedt, recreatiepark de Ster.
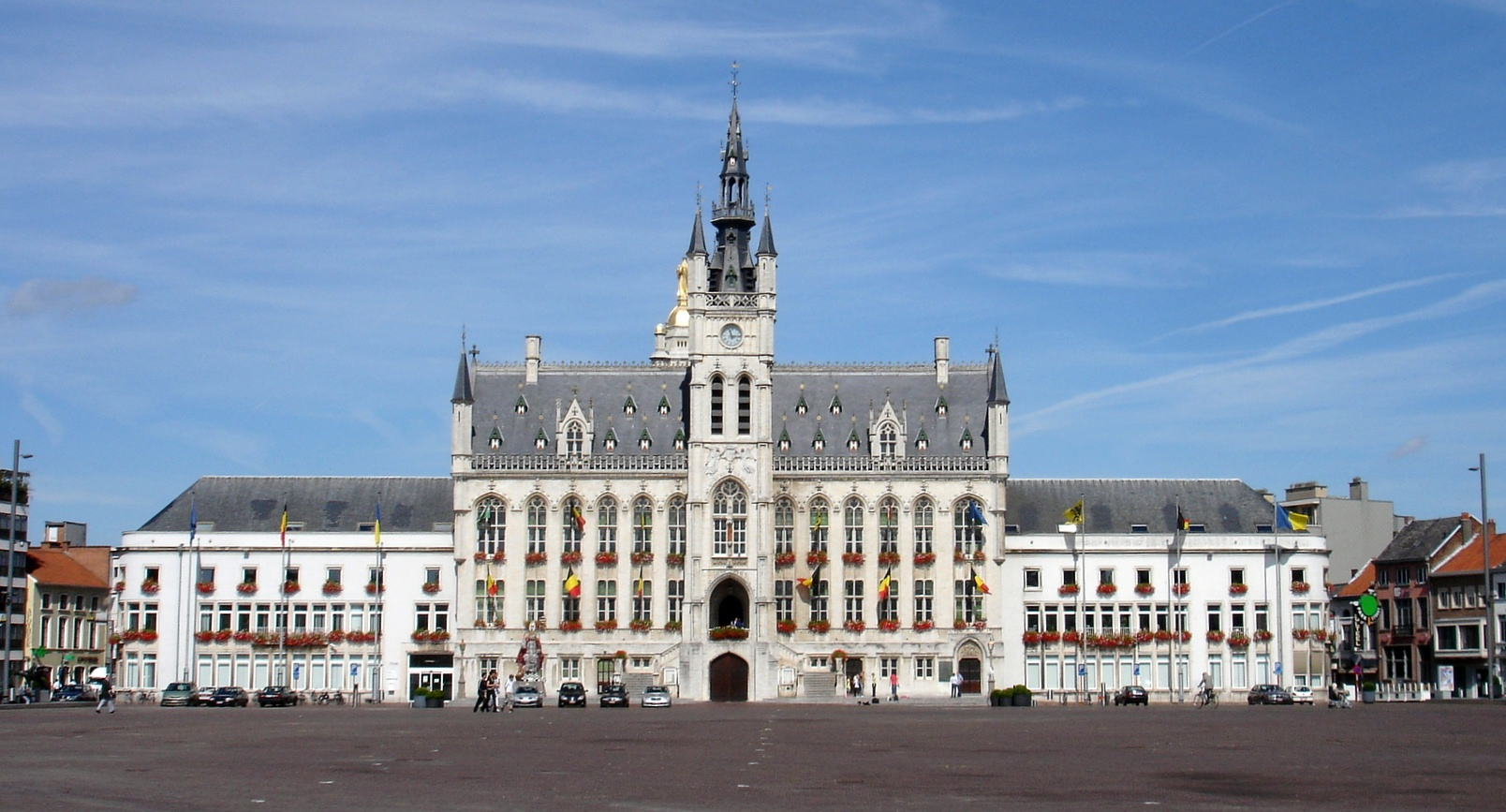
Stadhuis van Sint-Niklaas
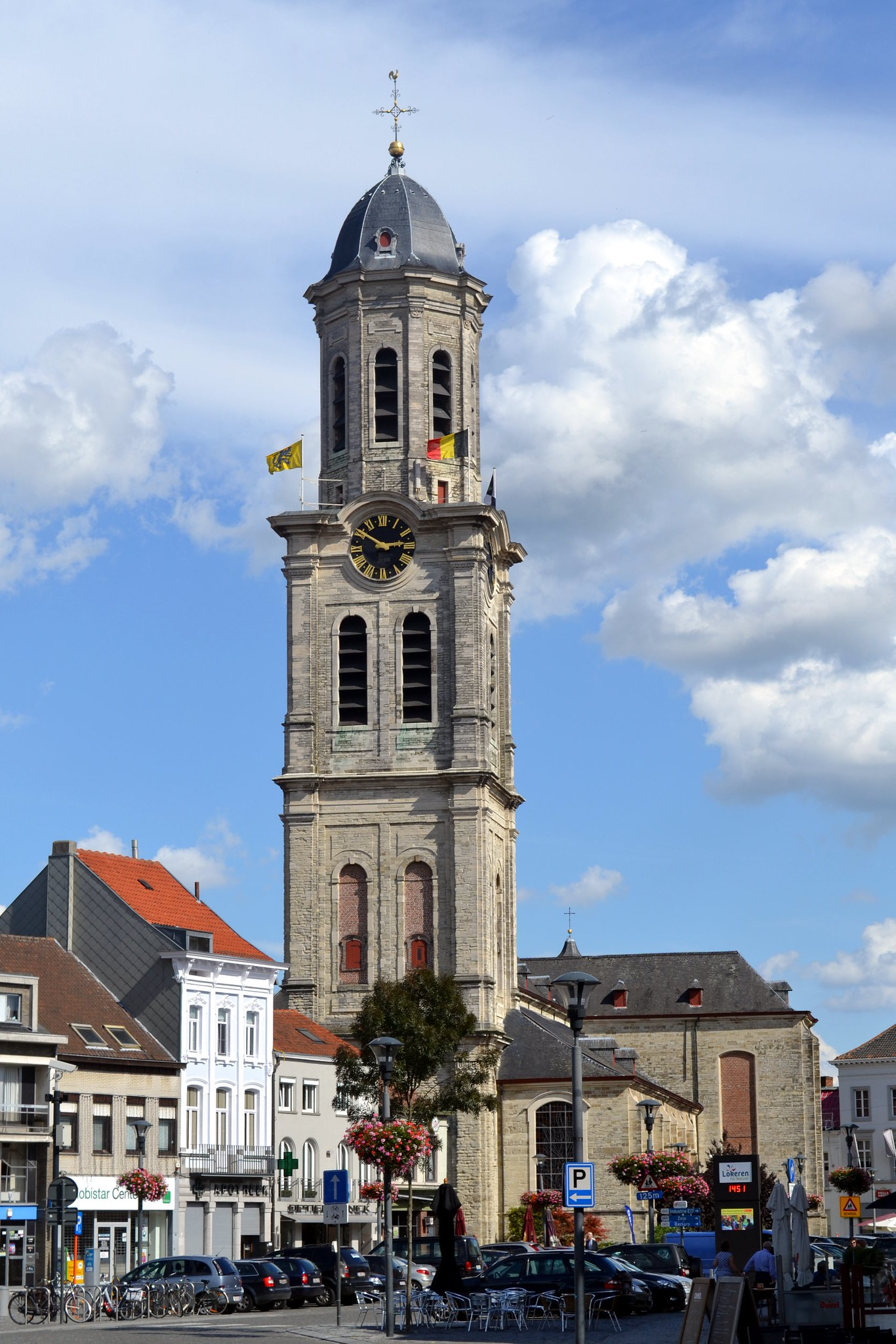
Sint-Laurentiuskerk in Lokeren
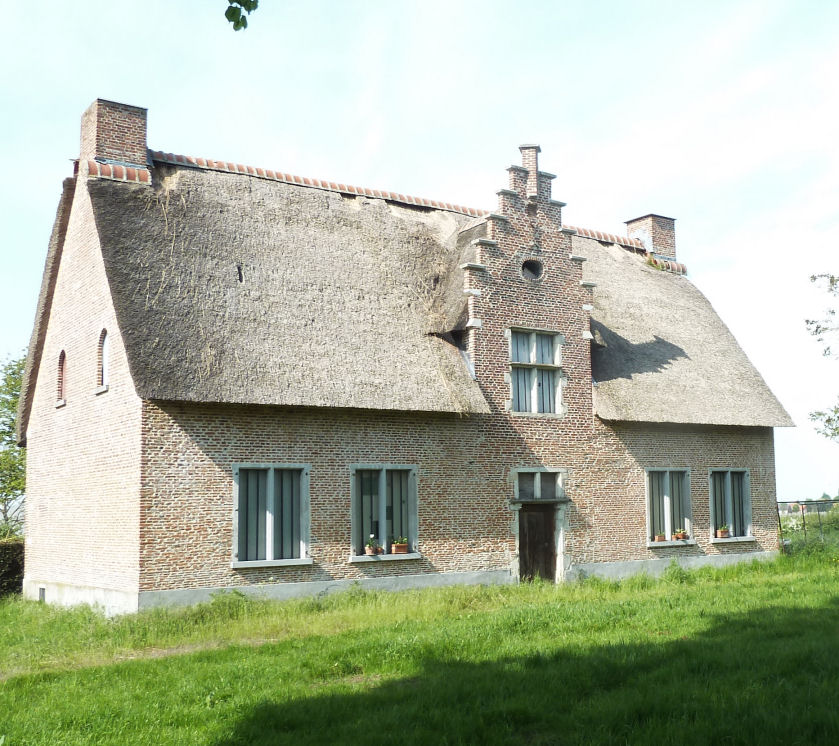
De nonnemanshoeve: een voorbeeld van ruraal erfgoed
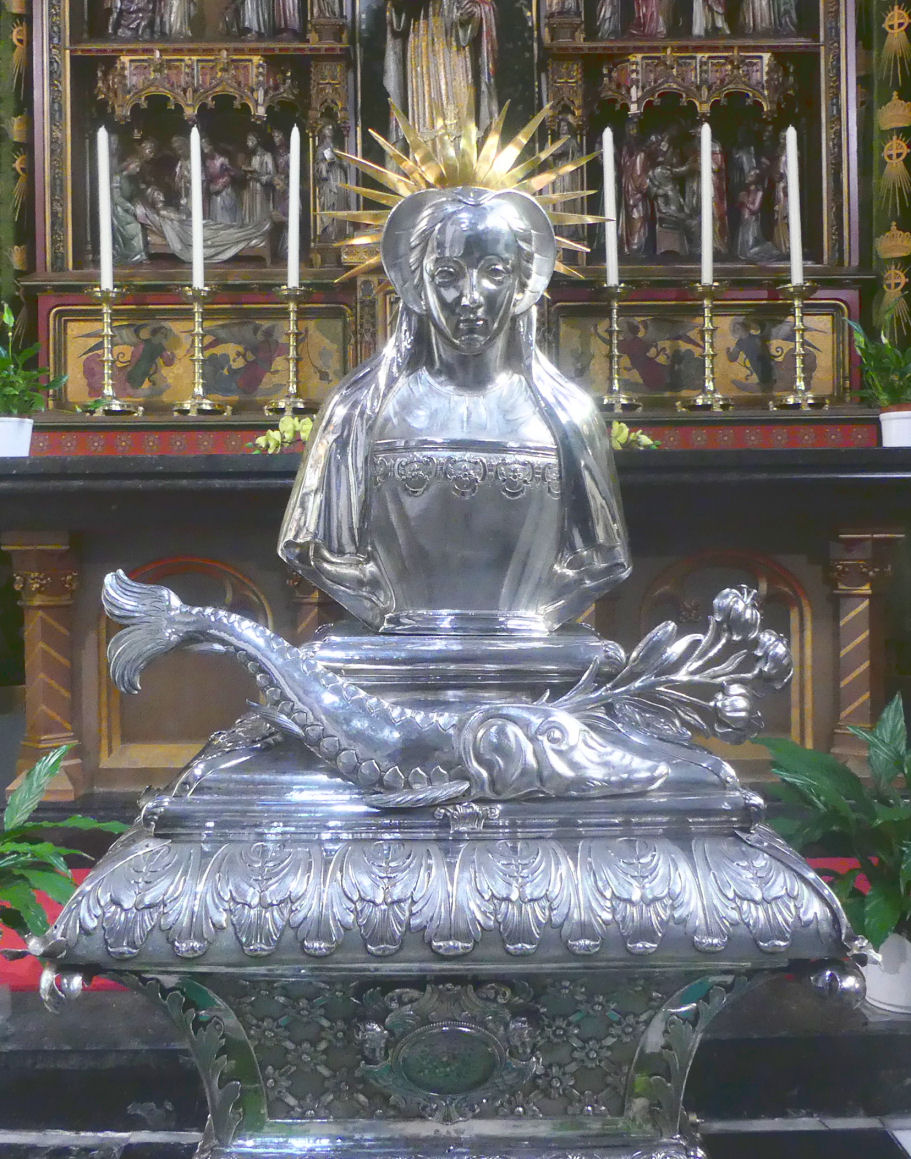
De verering van de H. Amelberga te Temse, is een voorbeeld van het Wase immaterieel erfgoed.
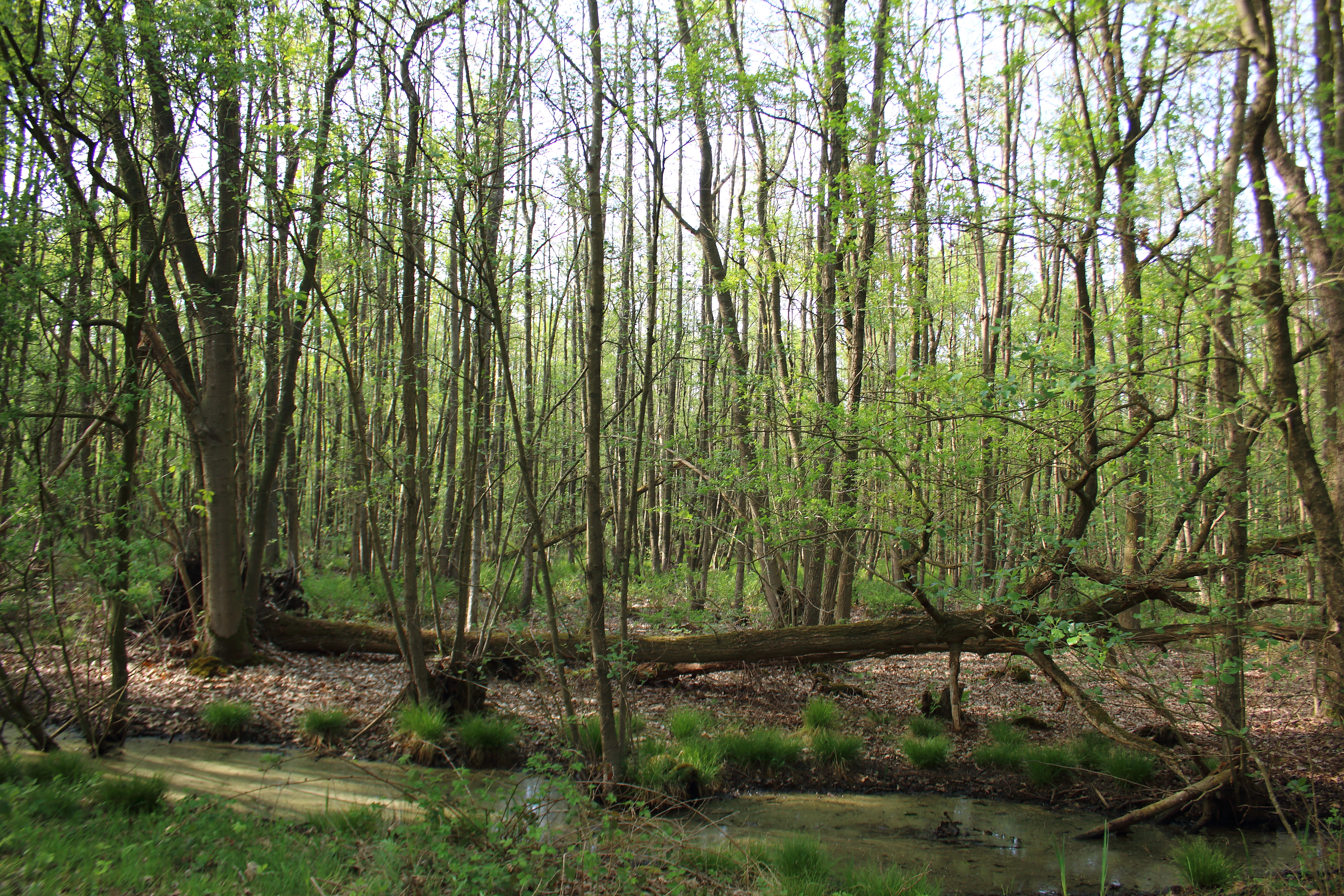
Stropersbos in Stekene en Sint-Gillis-Waas
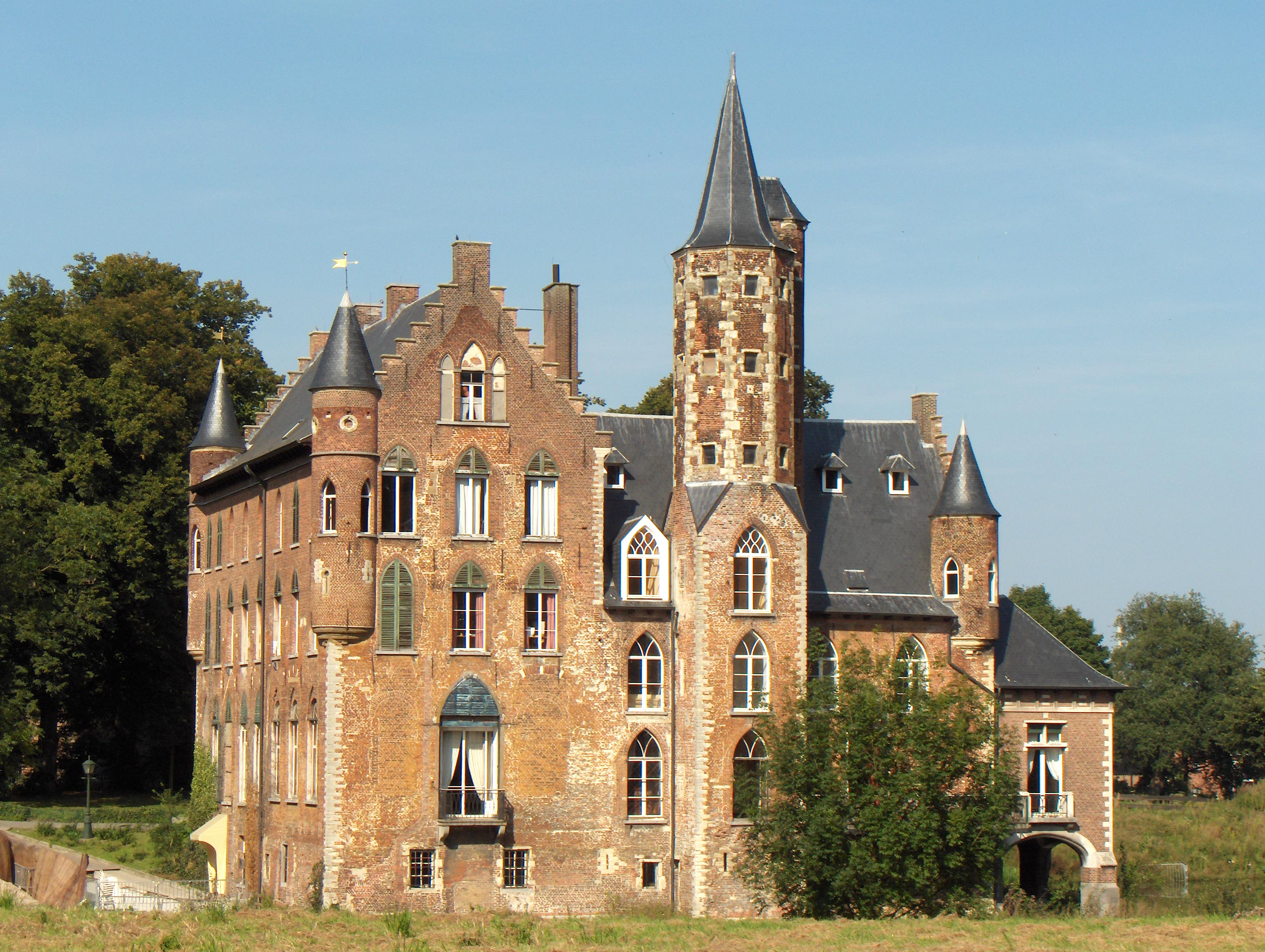
Kasteel Wissekerke in Bazel
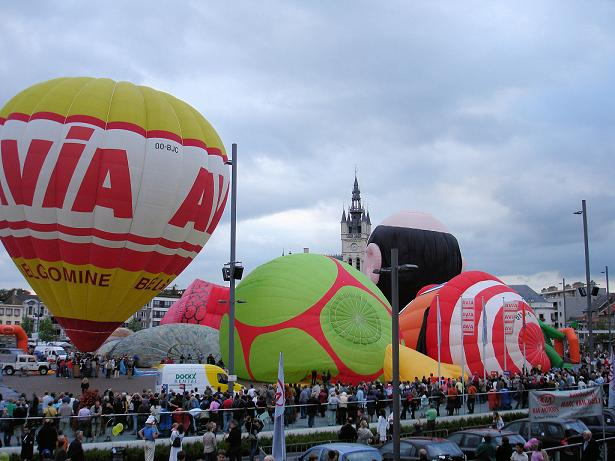
Jaarlijkse Vredefeesten van Sint-Niklaas.
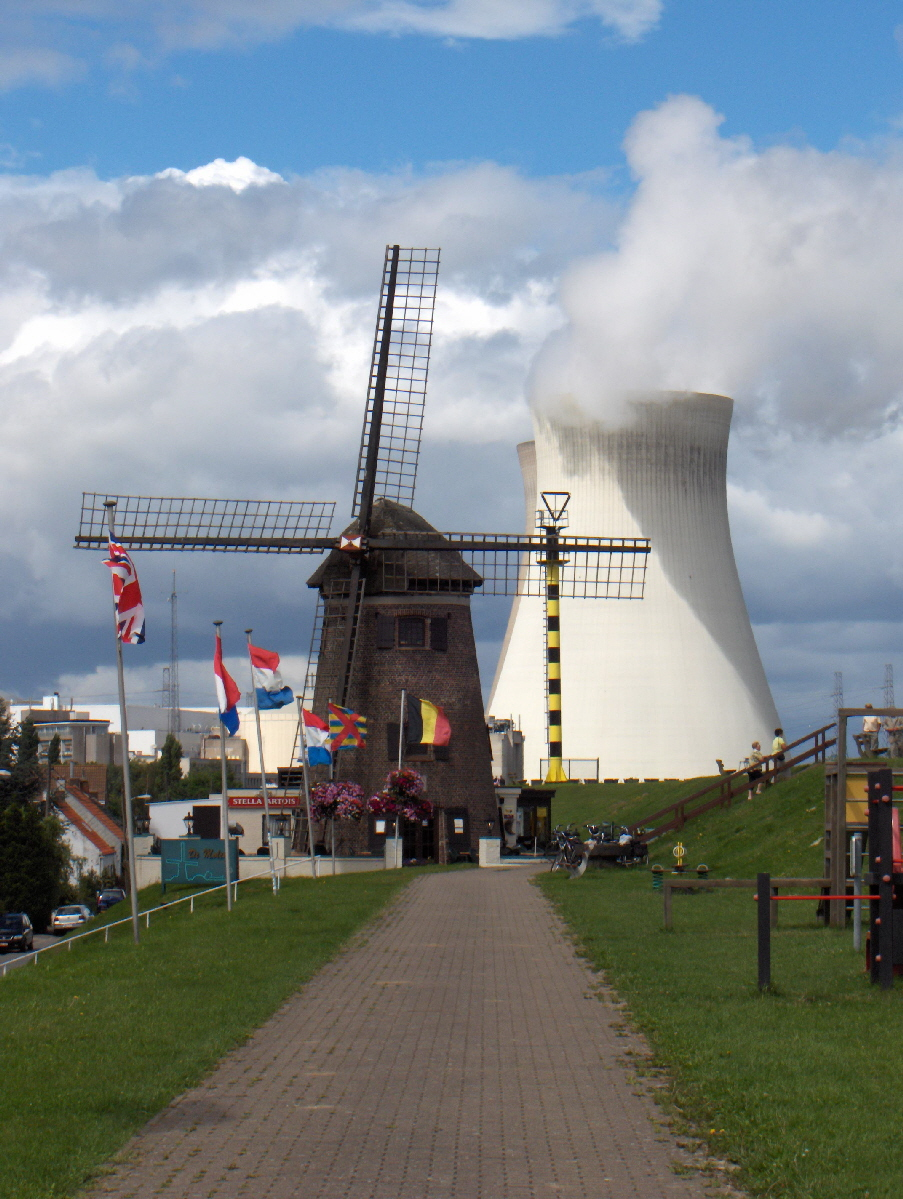
de Kerncentrale van Doel en de Scheldemolen uit het 1e kwart van de 17de eeuw
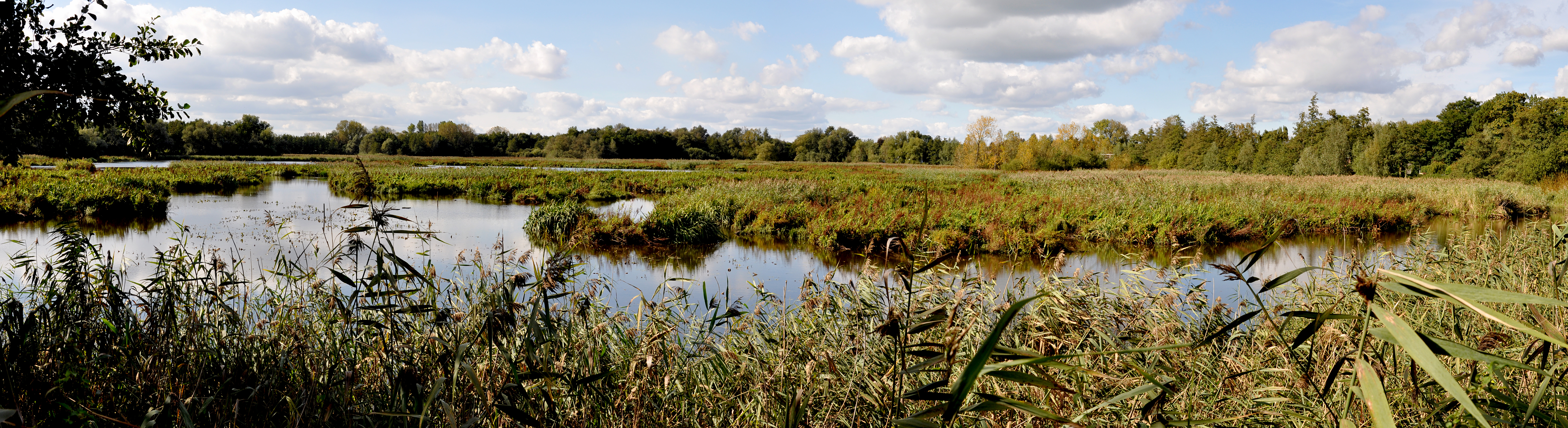
Natuurreservaat Molsbroek in Lokeren op de grens met Waasmunster

## Trivia
- In het bekende Middelnederlandse dierenepos 'Van den Vos Reynaerde' komen tal van plaatsnamen uit het Waasland voor, bijvoorbeeld Daknam en Belsele.
- Het Waasland heeft een eigen volkslied, het Waaslandlied.
- Door het Waasland lopen het fietsnetwerk Waasland en de Streek-GR Waas- en Reynaertland.

Steden: Lokeren · Sint-Niklaas

Gemeenten: Beveren-Kruibeke-Zwijndrecht · Sint-Gillis-Waas · Stekene · Temse · Waasmunster

Belgische streken · Antwerpen · Oost-Vlaanderen · Vlaanderen